# Gestão Leonel Brizola no governo do estado do Rio de Janeiro

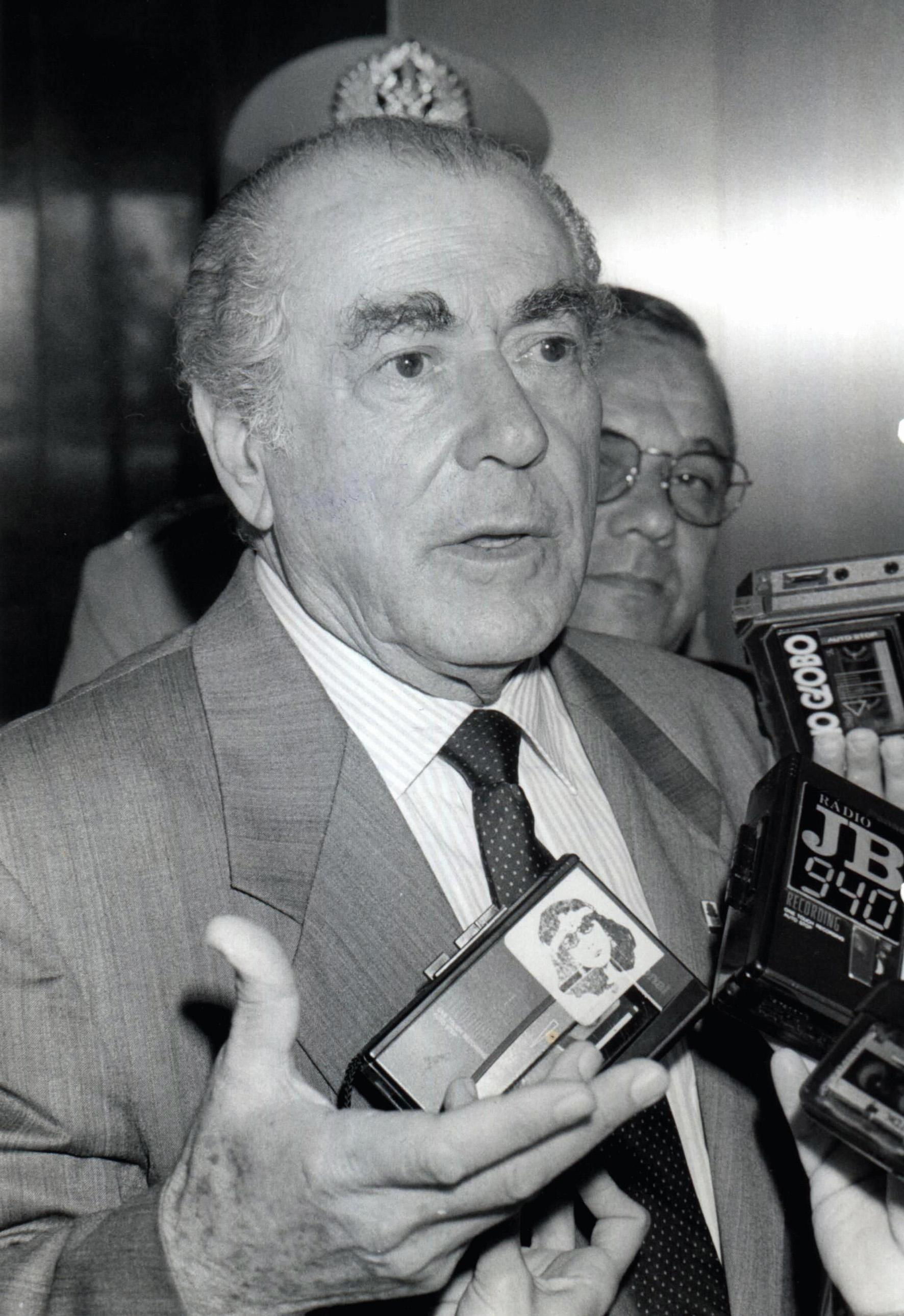
Brizola por volta de 1984

O estado do Rio de Janeiro foi governado duas vezes por Leonel Brizola: o primeiro governo teve início em março de 1983 e término em março de 1987 e o segundo se iniciou em março de 1991 e findou em abril de 1994.

## Realizações

### CIEPS
Os Centros Integrados de Educação Pública foram idealizados por Darcy Ribeiro (vice-governador na primeira administração de Brizola). Durante a vigência do projeto de Darcy, tais centros funcionaram em horário integral e seus alunos tinham acesso a métodos especiais de aprendizado, alimentação completa supervisionada por nutricionistas, prática de esportes e de leitura e tratamento odontológico.
Os CIEPS se diferem das escolas tradicionais no aspecto arquitetônico, elaborado por Oscar Niemeyer. Eles foram erguidos num sistema de encaixe de peças de concreto pré-moldadas. Tais peças eram levadas até o ponto de construção por carretas e eram içadas por guindastes. Isso gerava críticas por parte da oposição que alegava alto custo na construção. A grandiosidade dos prédios era outro ponto de divergência. Os adversários do projeto diziam que isso deixava a manutenção de um CIEP bastante onerosa aos cofres públicos. Brizola e sua equipe de governo se defendiam mostrando, através de dados, que o custo/benefício de um CIEP era menor que de uma escola tradicional. No mesmo Governo Brizola foi criada a 'Fábrica de Escolas' - menos conhecida porém com um sensacional processo inovador de construção - coordenada pelo arquiteto Lelé (João Filgueiras Lima), que produziu inúmeras escolas municipais de menor porte e baixo custo, também com pré-moldados, que foram utilizadas pela Secretaria Municipal de Educação que na época tinha como secretária a Professora Maria Yeda Linhares.
Os CIEPS são equipados com salas de aula, quadra poli-esportiva, biblioteca, consultório dentário, cozinha, banheiro com duchas e, em alguns, com piscina. Atualmente muitos se encontram abandonados ou funcionando fora do projeto pedagógico de Darcy. Alguns deixaram de ser escolas para sediar órgãos da administração estadual.

### Sambódromo
Até 1983 os desfiles das escolas de samba do Rio de Janeiro eram realizados em instalações provisórias. O órgão público responsável pelo turismo contratava, em todos os anos, empresas especializadas na montagem e desmontagem de arquibancadas o que, para a equipe de Brizola, encarecia o carnaval.
Foi na intenção de gerar economia de gastos que nasceu a ideia de se erguer o Sambódromo da Marquês de Sapucaí que, assim como os CIEPS, tem a arquitetura elaborada por Oscar Niemeyer. Ele foi construído em tempo recorde (menos de 1 ano) no centro do Rio de Janeiro, junto a Praça Onze.
A marca registrada do Sambódromo é a Praça da Apoteose, onde existe o Museu do Samba e, em cima deste, um arco de concreto em formato de M que sugere ser o formato de uma nádega feminina vestida por um fio dental.
Os camarotes do Sambódromo servem como salas de aula durante todo o ano letivo. A utilização de camarotes para este fim já fazia parte do projeto concebido por Niemeyer. A Praça da Apoteose é utilizada fora da época carnavalesca como espaço para shows e eventos ao ar livre.
No espaço também funcionam dois CIEPs de Educação Infantil (desde 1984), uma creche e uma escola de Educação de Jovens e Adultos (EJA)

### Linha Vermelha
No ano de 1992 a cidade do Rio de Janeiro sediou a conferência Rio 92 que tratou de temas ligados ao meio ambiente mundial. Preocupado com o deslocamento dos inúmeros chefes de países, o segundo governo Brizola providenciou, juntamente com o governo federal, a concretização de uma das vias expressas contidas no projeto das linhas policrômicas do urbanista grego Constantino Doxiádis elaborado na gestão Carlos Lacerda a frente do antigo estado da Guanabara.
Parte da Linha Vermelha já estava pronta desde os anos 70: o Elevado Paulo de Frontin (construído na primeira gestão Chagas Freitas - 1970-1975) e as Vias Elevadas Professor Engenheiro Rufino de Almeida Pizarro (construídas no governo do almirante Floriano Peixoto Faria Lima (1975-1979).
Porém esses trechos, somados, iam do emboque norte do Túnel Rebouças ao Campo de São Cristóvão. Era necessário esticar a via expressa até a Ilha do Governador, onde se localiza o Aeroporto do Galeão (atual Tom Jobim). E assim foi feito.
O trecho entre São Cristóvão e Ilha do Governador foi inaugurado com um show da dupla sertaneja Leandro e Leonardo. A gigantesca treliça de aço fabricada pela Fábrica de Estruturas Metálicas da Companhia Siderúrgica Nacional e que corta a Avenida Brasil é um símbolo da Via Expressa Presidente João Goulart, nome oficial da linha que foi batizada primeiramente de Avenida Tiradentes.
Vivenciando um bom relacionamento com o governo federal, a segunda gestão Leonel Brizola aproveitou e fez um acordo com a União para a concretização completa da Via Expressa Presidente João Goulart. O trecho final foi construído, indo da Ilha do Governador até a Via Dutra, na Baixada Fluminense.

### Outras realizações de destaque
No governo Brizola em novembro de 1993 foi implantado e entregue também através do projeto "Meu pé de chão", projeto que deu títulos de posse com concessão de uso para 39 anos podendo ser renovado para mais 39 anos para famílias com casas em comunidades carentes e algumas delas contempladas foram: Tenente Jardim (Niterói), Vila Autódromo (Jacarepaguá) entre outras.
O governo de Brizola no Rio foi responsável também pelo programa Cada Família, Um Lote, implantado pelo Secretário de Habitação Carlos Alberto de Oliveira (Caó); pela construção da Universidade Estadual do Norte Fluminense (UENF); pelo início do projeto de despoluição da Baía de Guanabara; e pela duplicação do sistema de captação de água do Rio Guandu.
Na questão da segurança pública, optou uma política de não enfrentamento nas comunidades, proibindo a ação da polícia nos morros, o que é considerado por alguns como o motivo do crescimento e consolidação no narcotráfico no período.